# Мальцев Валентин Олександрович
Валенти́н Олекса́ндрович Ма́льцев (1927—2004) — диригент, педагог, композитор, майстер хорового мистецтва, художній керівник хору Укртелерадіо, заслужений артист України (1971), нагороджений численними урядовими відзнаками, лауреат Міжнародної премії ім. С. Гулака-Артемовського (1997).

## Життєпис
Народився 1927 року в місті Луганськ.
1951 року закінчив Київську консерваторію по класу хорового диригування Михайла Вериківського. Працював диригентом капели «Думка» протягом 1951—1959 років, в 1959-1966-х роках — Державної капели бандуристів УРСР (1959—1966). В 1968—1969 роках — хормейстер Театру опери і балету ім. Т. Шевченка, головний диригент хору Укртелерадіо (1974—1986).
Викладач кафедри хорового диригування Київської консерваторії (1961—1963 роки), Інституту культури (1974—1975). 1980 — старший викладач, 1987 — доцент, від 1992-го — професор кафедри народних інструментів, Національна музична академія України імені Петра Чайковського.
Протягом 1960—2004 років — організатор та керівник народної хорової капели НАН України «Золоті ворота». В 1980—2004 роках працював з ансамблем бандуристів Національної музичної академії України. Цього часу поповнив анасмблю репертуар творами сучасних композиторів та обробками українських народних пісень Сергія Баштана, Григорія Верьовки, Анатолія Коломійця, Олександра Кошиця, Миколи Лисенка, Миколи Леонтовича, Станіслава Людкевича, Кирила Стеценка. В колективі звучали духовні твори Максима Березовського, Дмитра Бортнянського, Артема Веделя, Миколи Лисенка, Миколи Леонтовича в перекладі Мальцева, твори Володимира Зубицького і Євгена Станковича. Виконувалися також композиції Йоганна Баха, Жоржа Бізе, Антоніо Вівальді, Георга Генделя, Золтана Кодая, Вольфганга Амадея Моцарта, Карла Орфа, Джованні Перголезі. 1989 колектив посідає перше місце на огляді України, 1992 року — дипломант Першого Міжнародного конкурсу кобзарського мистецтва ім. Г. Хоткевича.
Є автор обробок українських народних пісень, збірників — видані у серії «Бібліотечка музичної самодіяльності» (1983, 1985, 1987, 1989 роки).
Записав понад 30 грамплатівок музики різних жанрів у виконанні капели «Думка» та Державної капели бандуристів України — за участі Петра Білинника, Бориса Гмирі, Івана Козловського, Діани Петриненко. Зробив багато аудіозаписів до «Золотого фонду» Українського радіо.
Здійснив понад 400 фондових записів у виконанні хору Укртелерадіо (фінал 9-ї Симфонії Людвіга ван Бетховена, «Реквієм» Моцарта, «Пори року» Гайдна, «Україно моя» Андрія Штогаренка, твори Олександра Білаша, Костянтина Данькевича, Лесі Дичко, Германа Жуковського, Віталія Кирейка, Пилипа Козицького, Анатолія Кос-Анатольського, Миколи Леонтовича, Миколи Лисенка, Станіслав Людкевича, Бориса Лятошинського, Філарета й Миколи Колесс, Георгія та Платона Майбород, Лева Ревуцького, Євгена Станковича, Якова Степового, Кирила Стеценка, Ігоря Шамо); 300 творів у виконанні солістів та ансамблів, 30 хорових записів до кінострічок, знятих на Національній кіностудії ім. О. Довженка.
Помер 2004 року в Києві.